# Jerzy Moskiewski
Jerzy Daniłowicz (ros.
Юрий Данилович) (ur. 1281, zm. 21 listopada 1325) – książę moskiewski (1303–1325) i wielki książę włodzimierski (1318–1322). Syn Daniela Moskiewskiego, brat Iwana Kality.

## Życiorys
Równolegle ze śmiercią ojca, we Włodzimierzu zmarł wielki książę Andrzej. Fakt ten postanowił wykorzystać Jerzy. Jego głównym przeciwnikiem był książę twerski Michał. Początkowo przewagę  zdobył Michał, któremu chan tatarski nadał jarłyk na księstwo włodzimierskie. Między konkurentami wybuchła wojna, która nie przyniosła rozstrzygnięcia.
Aby przeważyć szalę na swoją korzyść, Jerzy wyruszył do stolicy Złotej Ordy, by tam prosić o wsparcie. Pobyt Jerzego na dworze chana Uzbeka (1312-1342) trwał dwa lata. W tym czasie książę zacieśnił stosunki z władcą Ordy, czego wynikiem było małżeństwo z  siostrą Uzbeka i jarłyk na wielkie księstwo.
W kolejnych walkach z księciem twerskim została pojmana żona Jerzego, która wkrótce zmarła w niewoli. Jerzy ponownie udał się do Ordy. Tam obecnemu Michałowi postawił zarzuty m.in. otrucia swojej żony. Książę twerski został stracony. Jednak pozbycie się rywala, nie uchroniło księcia moskiewskiego od dalszych walk z jego następcami.
W 1322 roku Dymitr Groźne Oczy, nowy książę twerski, uzyskał jarłyk na wielkie księstwo włodzimierskie. Po trzech latach Jerzy ponownie wyruszył do Ordy, gdzie zastał Dymitra. Ten, chcąc pomścić śmierć ojca, zamordował księcia moskiewskiego.
Jerzy był dwukrotnie żonaty. Po raz pierwszy ożenił się w 1297, być może z księżniczką rostowską. Jego drugą żoną była Agafia (Konczaka), córka chana Połowców. Pozostawił córkę Zofię, która w 1320 poślubiła Konstantego, wielkiego księcia twerskiego.